# NGC 115
NGC 115 é uma galáxia espiral barrada (SBbc) localizada na direcção da constelação de Sculptor. Possui uma declinação de -33° 40' 34" e uma ascensão recta de 0 horas, 26 minutos e 46,0 segundos.
A galáxia NGC 115 foi descoberta em 25 de Setembro de 1834 por John Herschel.